# 광덕중학교 (광주)
광덕중학교(光德中學校)는 대한민국 광주광역시 서구 화정동에 위치한 사립 중학교이다.

## 학교 연혁
- 1980년 1월 23일 : 초대 이사장 신태호 선생 취임
- 1980년 5월 15일 : 학교법인 만대학원 설립허가
- 1981년 1월 30일 : 광덕중학교 설립인가 (18학급)
- 1981년 3월 1일 : 제1대 교장 박재남 선생 취임
- 1992년 1월 31일 : 광덕중학교 6학급 증설인가 (24학급)
- 2008년 5월 15일 : 제3대 이사장 신흥수 선생 취임
- 2024년 9월 1일 : 제17대 교장 임선수 선생 취임
- 2025년 1월 23일 : 제42회 졸업식 (82명, 누계 13,712명)
- 2025년 3월 4일 : 제45회 입학식 (174명)

## 참고 자료
- 광덕중학교 - 한국교육학술정보원 학교알리미